# Клуэ, Франсуа
Франсуа Клуэ (фр. François Clouet, 1515, Тур — 22 декабря 1572, Париж) — рисовальщик и живописец эпохи Французского Ренессанса. Сын и ученик портретиста Жана Клуэ, поэтому иногда называемый Клуэ Младшим. Живописец-портретист при дворе королей Франциска I, Генриха II, Франциска II и Карла IX. Один из ведущих мастеров знаменитой школы Фонтенбло.

## Биография
Франсуа был сыном придворного портретиста Жана Клуэ. Впоследствии произведения отца и сына Клуэ часто отождествляли, поскольку их живописные манеры трудно различимы. Клуэ Младший унаследовал и прозвание отца «Жане» (Janet), которое упоминается в некоторых ранних источниках и в старой литературе.
В своём творчестве Франсуа Клуэ испытал значительное влияние Ганса Гольбейна Младшего. Работал преимущественно в Париже и Фонтенбло. C 1540 года он придворный живописец короля Франциска I и его преемников. Франсуа Клуэ руководил большой мастерской, где написано большинство его картин, а также созданы рисунки, которые его помощники воплощали в миниатюрах, расписных эмалях и больших декоративных композициях для оформления придворных празднеств. Клуэ снимал посмертные маски Франциска I и других членов династии Валуа.
Однако его творчество отмечено лишь несколькими упоминаниями в документах: в 1552 году он украсил вензелями и полумесяцами сундук, сделанный Сибеком де Карпи; в 1568 году художник находился на службе у Клода Гуффье и его жены, Клод де Боне; в 1570—1572 годах ему оплатили работу над двумя знамёнами для труб короля и над рисунками декора доспехов. В 1572 году он написал миниатюрный портрет испанской королевы. Наконец, в последний раз его имя упомянуто в качестве консультанта по монетам.
Известно также, что он не был женат, но имел двух внебрачных дочерей. О его работе для короля Франциска I ничего достоверно не ясно вплоть до похорон последнего, которые Франсуа Клуэ пришлось организовать, как и отливку посмертной маски короля. Подписаны только две его картины: «Портрет Пьера Кюта» (в Лувре) и «Дама в ванне» (в Национальной галерее искусств в Вашингтоне).

## Творчество
Франсуа Клуэ был, как и его отец, в первую очередь, замечательным портретистом. Его наследие включает большое число подготовительных рисунков (преимущественно погрудных, выполненных карандашом, иногда чуть подкрашенных сангиной или цветными мелками), а также ряд живописных портретов маслом, в том числе Карла IX (1561, Музей истории искусств, Вена), аптекаря П. Кюта (1562, Лувр, Париж) и Елизаветы Австрийской (1571, там же). Этим произведениям, тщательным по технике живописи, присущи классическое спокойствие изображаемых лиц и ясность композиции. Напротив, в его мифологических образах, аллегориях и сюжетах бытового жанра, где портретность отходит на второй план (Купающаяся женщина, ок. 1571, Национальная галерея искусства, Вашингтон), нарастают черты маньеризма — эротизм и гротеск.
Руку Франсуа Клуэ подчас трудно отличить от руки других портретистов, его современников, которые, возможно, были его помощниками. Коллекционирование портретов, в том числе рисованных, было в то время модным занятием знатных лиц, прежде всего при королевских дворах. Менее состоятельные люди могли сделать это с помощью более дешёвых гравюр. Однако рисунки Франсуа Клуэ и его сотрудников выделяются своей утончённостью и выразительностью на общем фоне весьма посредственной живописи второстепенных художников.
Франсуа Клуэ продолжал дело отца и его искусство имеет много общего со стилем, изобретателем которого был Клуэ Старший: та же ясность формы и чёткость контуров, сосредоточенность на поиске сходства и та же тщательность моделировок.
Работая при дворе более тридцати лет, Франсуа Клуэ часто изображал одних и тех же людей. Примером может служить серия портретов короля Карла IX, которого Клуэ рисовал многократно, начиная с младенчества и почти до самой смерти.
Ученик отца, Франсуа Клуэ, несомненно, работал вместе с ним в начале своей карьеры. Ч. Стерлинг обнаружил следы этого сотрудничества в портрете Франциска I (Лувр), который традиционно приписывается Жану Клуэ; по мнению исследователя, Франсуа написал руки короля. Но со временем Франсуа Клуэ создал искусство более утончённое и сложное, чем живопись его отца; это искусство сочетало в себе различные влияния — итальянское, нидерландское и немецкое. Его портреты являют собой чудесный пример изысканного придворного искусства Франции XVI столетия — эпохи Французского Ренессанса.
Рисунки Франсуа Клуэ также не столь просты, как рисунки его отца; они сложнее по технике, тонко очерчивают модель, подчёркивая выражение лица (Портрет Маргариты Французской в детстве, Шантийи, музей Конде). Младший Клуэ уделял много внимания деталям костюма, передаче фактуры разнообразных материалов. Его характеристики остры и точны, они раскрывают человека гораздо полнее и глубже, чем многие исследования историков.
Рисунки Франсуа не обладают той воздушной лёгкостью, как рисунки Жана, но как портреты они не менее выразительны, и именно Франсуа Клуэ первым решил придать им законченность, которая свидетельствует о том, что он рассматривал их не как подготовительные наброски, а в качестве самостоятельных произведений искусства. Пятьдесят четыре подлинных рисунка Франсуа Клуэ, распределены между музеем Конде в Шантийи и Графическим кабинетом в Париже.
Позднее творчество Клуэ близко мастерам второй школе Фонтенбло.
Талант Франсуа Клуэ был высоко оценён королевой Екатериной Медичи, которая собирала его рисунки (551 рисунок она передала своей внучке Кретьенн Лотарингской; большая часть ныне хранится в Шантийи, музей Конде).
Таланту Клуэ посвящали восторженные строки такие поэты, как П. де Ронсар и Ж. дю Белле. Ронсар, в частности, описал утраченное произведение с изображением обнажённой возлюбленной художника; благодаря этому упоминанию Клуэ можно приписать жанровые картины в Национальной галерее в Вашингтоне.

## Последователи
Влияние живописи Клуэ во Франции и за её пределами было значительным, особенно в области портрета и бытовых сцен. Клуэ возглавлял мастерскую, в которой работали художники, ныне почти неизвестные (Жак Патен, сын Жана Патена, сотрудника Жана Клуэ и Симон Леруа). В этой мастерской изготовляли копии созданных им портретов. Это способствовало распространению искусства мастера во многих странах Западной Европы. Значительно влияние художника на творчество Марка Дюваля, часть работ этого мастера раньше атрибутировалась Клуэ (или его мастерской). Заметно его влияние и в произведениях живописца Франсуа Кенеля.

## Галерея

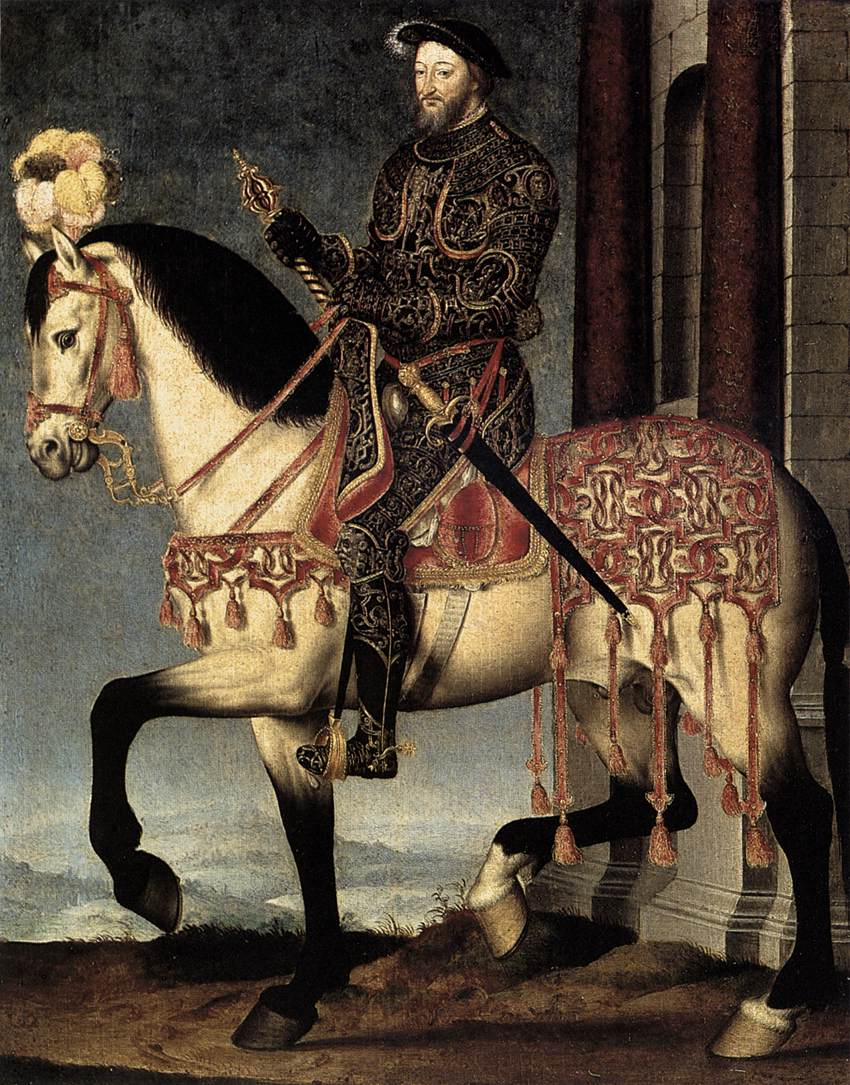
Конный портрет Франциска I. 1540. Дерево, масло. Уффици, Флоренция
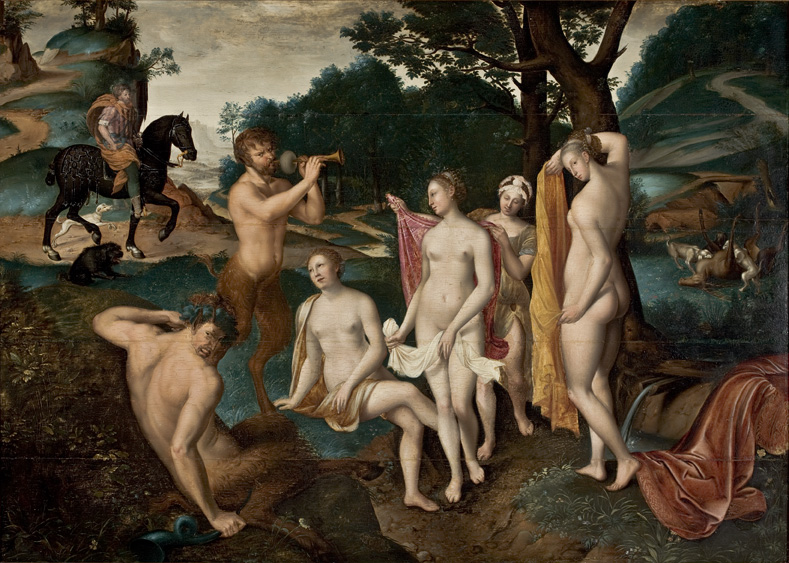
Купание Дианы. 1559. Дерево, масло. Художественный музей Сан-Паулу, Бразилия
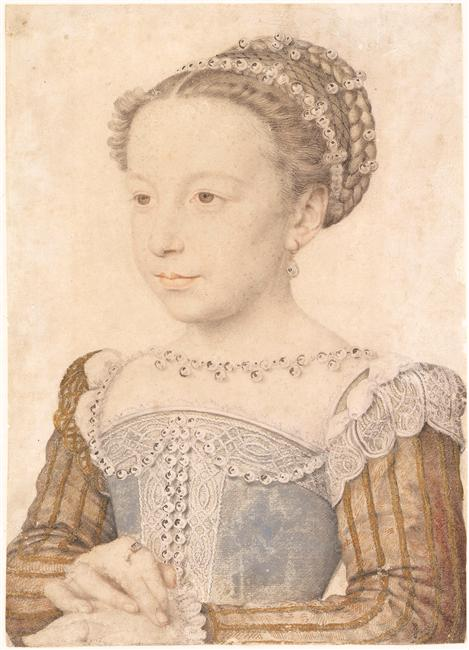
Портрет Маргариты де Валуа, принцессы Наваррской. 1560. Бумага, карандаш, сангина, акварель. Музей Конде, Шантийи
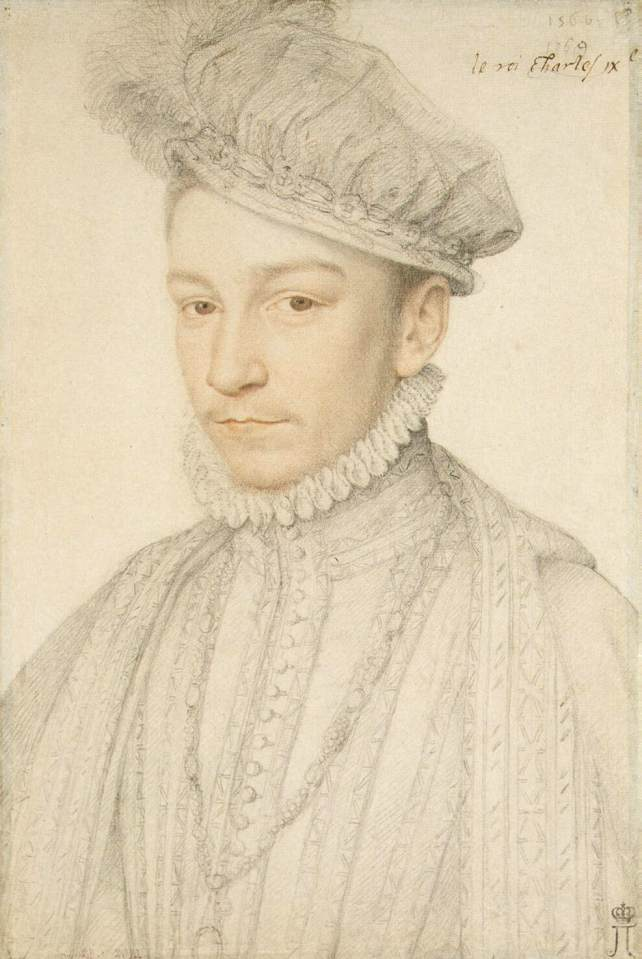
Портрет Карла IX. 1566. Бумага, итальянский карандаш, сангина. Государственный Эрмитаж, Санкт-Петербург
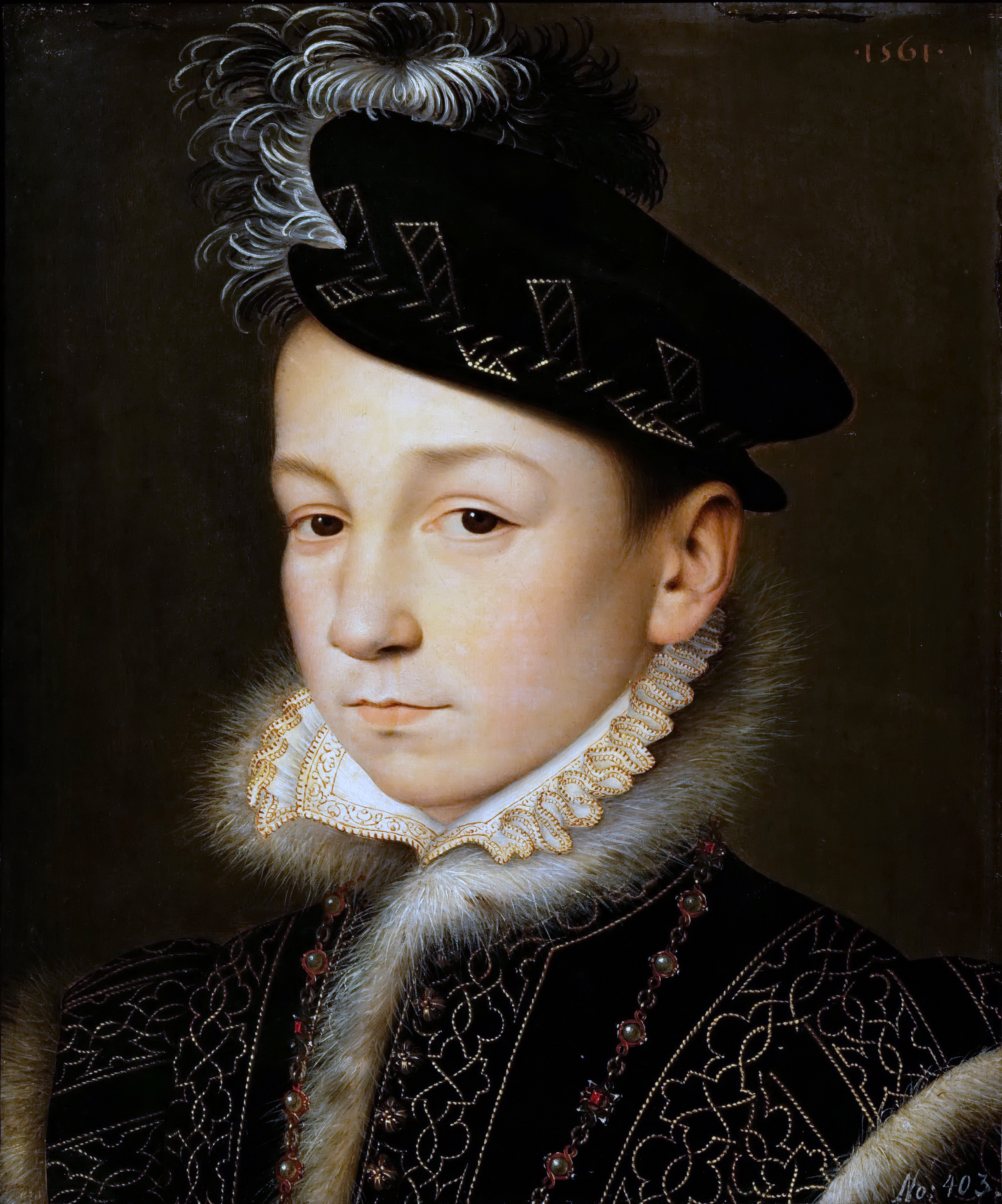
Портрет Карла IX. 1561. Дерево, масло. Музей истории искусств, Вена
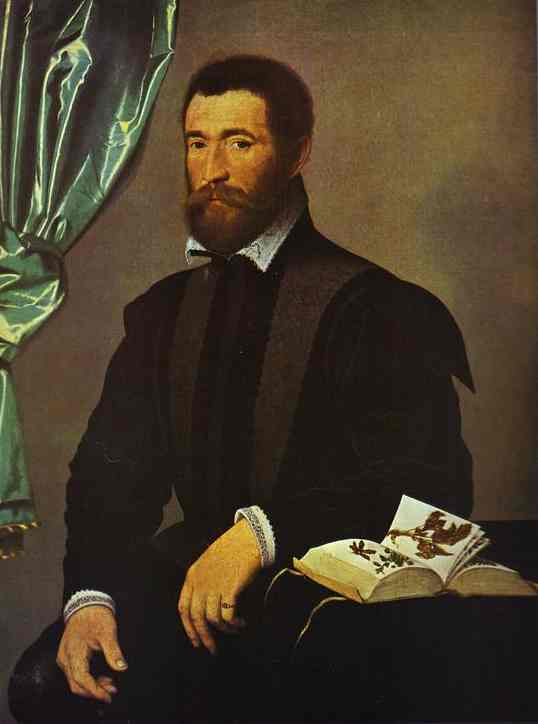
Портрет аптекаря Пьера Кюта. 1562. Дерево, масло. Лувр, Париж
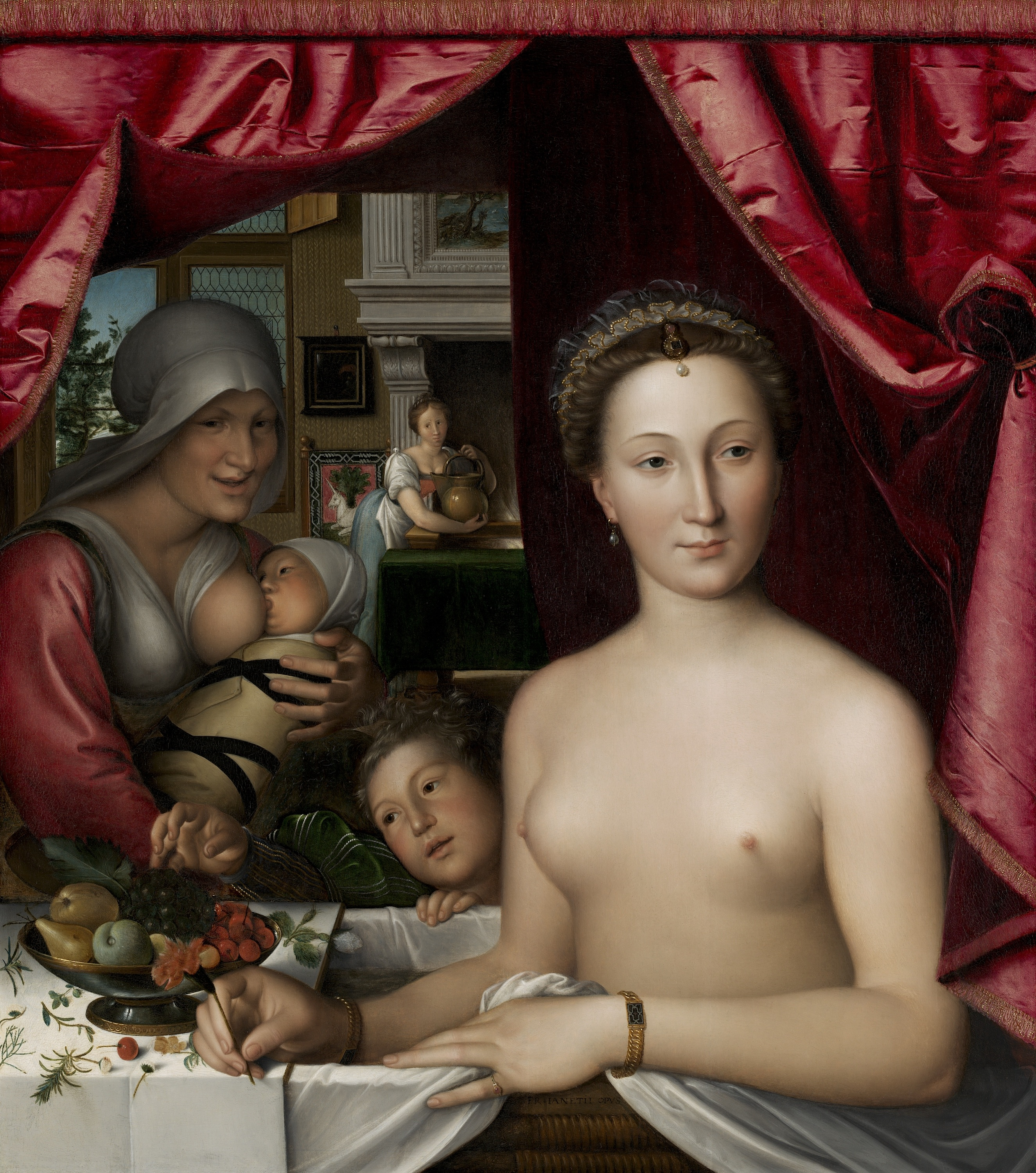
Дама в ванне. Ок. 1571. Дерево, масло. Национальная галерея искусства, Вашингтон
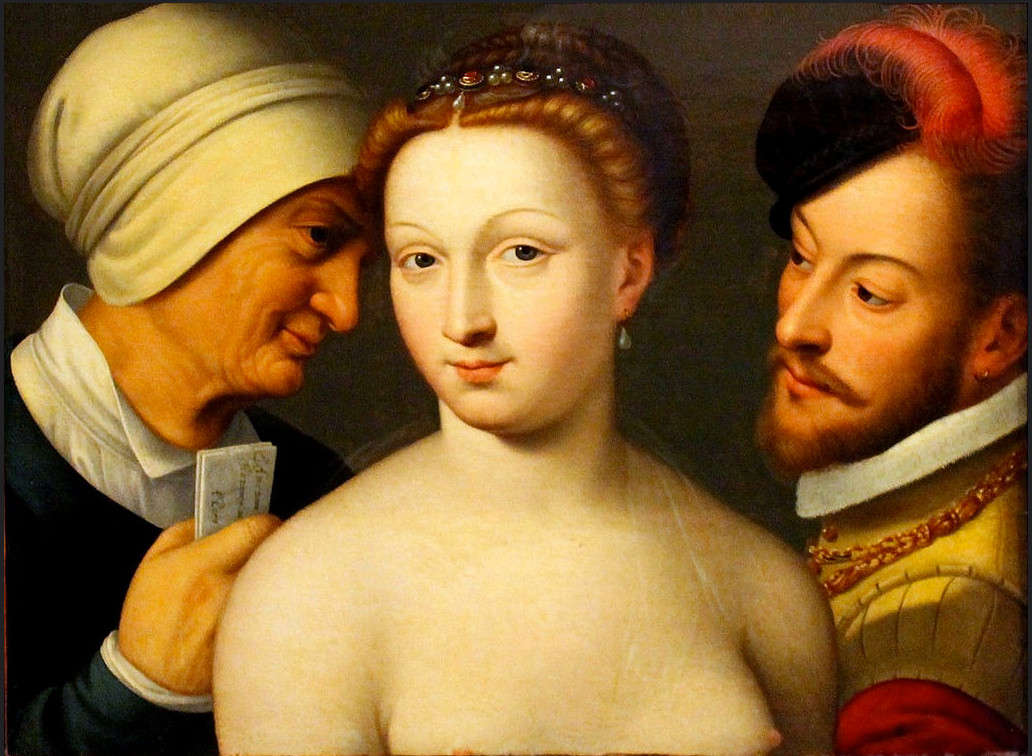
Любовное письмо. Ок. 1570. Дерево, масло. Музей Тиссена-Борнемисы, Мадрид
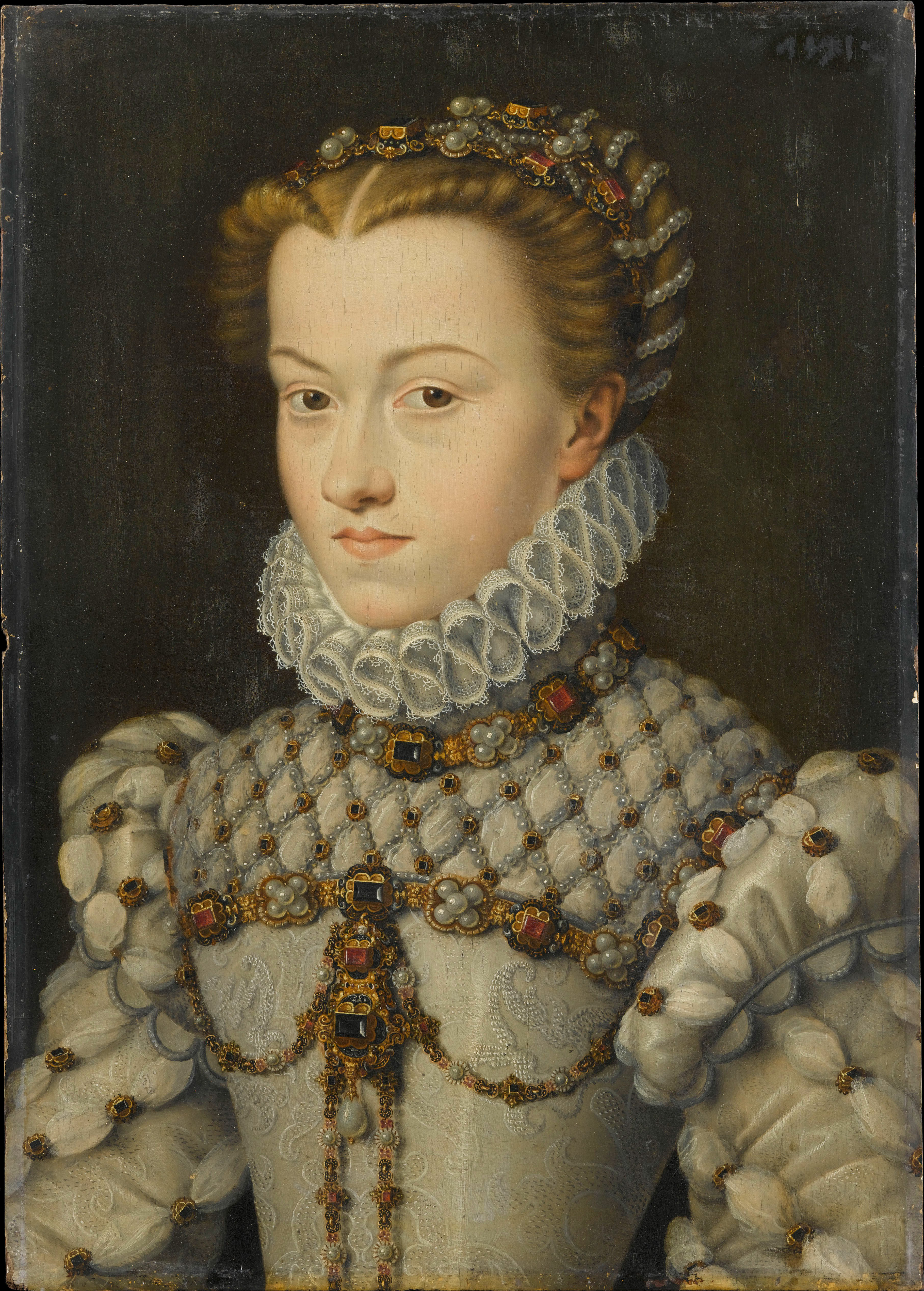
Елизавета Австрийская. Ок. 1571. Дерево, масло. Музей Конде, Шантийи